# Aldo Bini
Aldo Bini (Montemurlo, 30 juli, 1915 – Prato, 16 juni 1993) was een Italiaans wielrenner. Hij was beroepsrenner tussen 1934 en 1954.

## Belangrijkste overwinningen
1933
- Trofeo Melinda

1935
- Ronde van Piëmont
- Ronde van Emilia

1936
- Ronde van Umbrië
- Milaan-Modena
- 2e etappe Ronde van Italië
- Ronde van Piëmont

1937
- Ronde van Lombardije
- 13e etappe Ronde van Italië
- 14e etappe Ronde van Italië
- 19e etappe Deel B Ronde van Italië
- Milaan-Modena

1938
- Milaan-Modena

1940
- Coppa Bernocchi

1941
- Ronde van Piëmont

1942
- Ronde van Lombardije

1946
- 5e etappe Deel B Ronde van Italië

1952
- Milaan-Turijn

## Resultaten in voornaamste wedstrijden
| Jaar | Ronde van Italië | Ronde van Frankrijk | Ronde van Spanje |
| ---- | ---------------- | ------------------- | ---------------- |
| 1935 | opgave           |                     |                  |
| 1936 | opgave (1)       |                     |                  |
| 1937 | 23e (3)          |                     |                  |
| 1938 |                  | 48e                 |                  |
| 1939 |                  |                     |                  |
| 1940 | opgave           |                     |                  |
| 1941 |                  |                     |                  |
| 1942 |                  |                     |                  |
| 1946 | 23e (1)          |                     |                  |
| 1947 | opgave           |                     |                  |
| 1948 | 41e              |                     |                  |
| 1950 | opgave           |                     |                  |
| 1951 | opgave           |                     |                  |
| 1953 | 70e              |                     |                  |
| 1954 | opgave           |                     |                  |

| Jaar | Milaan-San Remo | Ronde van Vlaanderen | Ronde van Lombardije |
| ---- | --------------- | -------------------- | -------------------- |
| 1935 | 6e              |                      |                      |
| 1936 |                 |                      | 4e                   |
| 1937 |                 |                      | ↑                    |
| 1938 | 6e              |                      | 25e                  |
| 1939 | ↑               |                      |                      |
| 1940 | ↑               |                      | 13e                  |
| 1941 | 13e             |                      |                      |
| 1942 | 18e             |                      | ↑                    |
| 1943 | 23e             |                      |                      |
| 1945 |                 |                      | ↑                    |
| 1946 |                 |                      |                      |
| 1948 | 26e             |                      |                      |
| 1950 | 73e             |                      | 54e                  |
| 1951 | 115e            |                      |                      |
| 1952 | 37e             | 35e                  |                      |